# Pinheiro da Bemposta, Travanca e Palmaz
Pinheiro da Bemposta, Travanca e Palmaz (llamada oficialmente União das Freguesias de Pinheiro da Bemposta, Travanca e Palmaz) es una freguesia portuguesa del municipio de Oliveira de Azeméis, distrito de Aveiro.

## Historia
Fue creada el 28 de enero de 2013 en aplicación de una resolución de la Asamblea de la República de Portugal promulgada el 16 de enero de 2013 con la unión de las freguesias de Palmaz, Pinheiro da Bemposta y Travanca, pasando su sede a estar situada en la antigua freguesia de Pinheiro da Bemposta.

## Demografía
| Gráfica de evolución demográfica de Pinheiro da Bemposta, Travanca e Palmaz entre 2011 y 2021 |
|                                                                                               |
| Datos según el nomenclátor publicado por el INE portugués.                                    |